# 朱祁鉷
南乐安懿王朱祁鉷（1442年—1503年10月2日），明朝赵惠王朱瞻塙嫡七子，王妃王氏所生。赵简王朱高燧孙，明成祖曾孙。

## 生平

### 受封
天顺二年（1458年）五月，明英宗命泰宁侯陈泾等为正使、吏科给事中鲁崇志等为副使各自持节册封朱祁鉷为南乐王，其庶八弟朱祁鏓为平乡王。
朱祁鉷、朱祁鏓因乳母生病而同嫡三哥湯陰王朱祁𨧨十天内两次禱于城隍廟，且聚集伶人男婦百餘人在廟戲舞酣宴，被彰德府知府李嶲上报。天顺五年（1461年）十月，英宗降敕切責。同月，给朱祁鉷、朱祁鏓岁禄各二千石，米钞兼支。
天顺八年（1464年）九月，英宗遣驸马都尉焦敬、石璟、成山伯王琮、富阳伯李舆、吏部左侍郎崔恭为正使，大理寺右寺丞乔毅、礼科给事中霍贵、兵科给事中陈钺、刑科给事石澄、工科给事中纪钦为副使持节册封广有仓大使王岩女为南乐王妃。
成化五年（1469年）二月，朱祁鉷因内使苏买的儿酗酒纵肆，乘怒杖杀之，上奏请罪。明宪宗饶恕他，赐敕戒谕。

### 获罪被废
成化十二年（1476年）六月，巡撫都御史張瑄等上报朱祁鉷的侄子赵靖王朱見灂醉后欲杀南乐、汤阴二王两位叔父等罪、朱祁鉷杖杀二人及与嫡二哥臨漳王朱祁鋆、朱祁𨧨一同強買婦女、奪人畜產，导致所在軍民出门在外者多被擾害等罪。宪宗敕內官与石璟、錦衣衞指揮趙伦前去會同鎮守巡撫等官调查，查得详情，宪宗下旨法司會同皇親及文武大臣商议得出结论，下詔谴责趙靖王“逞凶欲殺尊長，罪惡深重”等罪，于祖訓本難寬貸，念母妃求情而宽恕，暂且從輕，而朱祁鉷所犯罪过也重，都革去冠帶，减祿米三分之二，令戴民巾讀書習禮；湯阴王减祿米一半，臨漳王减祿米三分之一，並下敕切責，将供词告知各王。所司查出南樂王等校尉名数上报。宪宗下詔革南樂、湯陰、臨漳三王校尉为十人。

### 复封
成化十四年（1478年）十一月，因王妃屡次请求，朱祁鉷复封南乐王，宪宗命他冠带治事，今后若再犯法不轻宥，赐敕告谕。十五年（1479年）十一月，因其奏请，赐其半数岁禄。
成化十八年（1482年）三月，朱祁𨧨及其嫡五弟雒川王朱祁鋹、朱祁鉷各奏欲按時序出城祭祀先人坟墓。禮部认为三王兄弟不宜同日遠出，請求制止，令湯陰王每年去一次，宪宗下诏同意。
弘治四年（1491年）十一月，被废为庶人的原方山王朱锺铤引用朱祁鉷的例子请求复封，礼部覆奏，明孝宗说朱锺铤被革爵是因为紊乱宗支的重罪，与朱祁鉷所犯不同，不准。

### 去世
弘治十六年（1503年）九月，朱祁鉷薨。辍朝一日，赐祭葬如制，谥安懿。庶长子朱见澜于正德十一年（1516年）襲封。